# براير (برنامج)
براير (بالإنجليزية: Briar software)‏ هي برنامج يستخدم تقنية اتصال برمجية مفتوحة المصدر، تهدف إلى توفير اتصالات نظير إلى نظير آمنة ومرنة بدون خوادم مركزية مع الحد الأدنى من الاعتماد على البنية التحتية الخارجية. يتم إجراء الاتصالات من خلال بلوتوث أو واي-فاي أو عبر الإنترنت عبر تور وجميع الاتصالات الخاصة مشفرة من طرف إلى طرف. يتم تخزين المحتوى ذي الصلة في شكل مشفر على الأجهزة المشاركة. تتضمن الخطط طويلة المدى للمشروع «التدوينورسم خرائط الأزمات، وتحرير المستندات التعاوني». وهو تطبيق مراسلة مصمم في الأصل للنشطاء والصحفيين أو أي شخص آخر يحتاج إلى طريقة آمنة وسهلة وقوية للتواصل.
لا يعتمد براير على خادم مركزي إذ تتم مزامنة الرسائل مباشرة بين أجهزة المستخدمين وفي حال إنقطاع الإنترنت يمكن حينها المزامنة عبر بلوتوث أو واي-فاي، مما يحافظ على تدفق المعلومات. ويزيد من الخصوصية والأمان والحماية من المتطفلين والرقابة الخارجية.
يسمى أيضاً تطبيق الأزمات، ويعد حل للعديد من المستخدمين وخاصة في أيام الحجر الصحي التي كانت مفروضة على أغلبية الناس بسبب فيروس كورونا.

## روابط خارجية
- الموقع الرسمي